# Endosqueleto

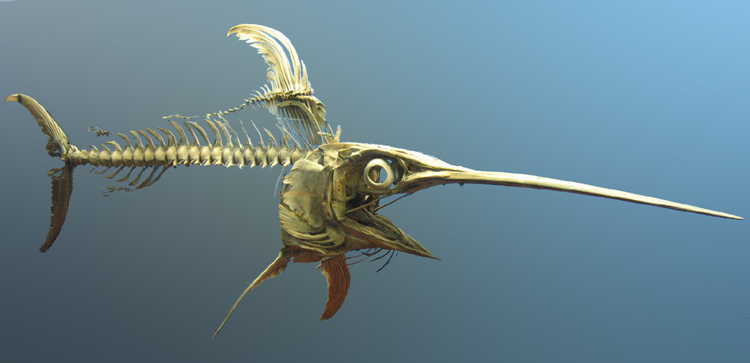
Endosqueleto de um espadarte.

Endosqueleto (ou Endoesqueleto, literalmente significa "esqueleto interno/interior") trata-se do esqueleto interno que ocorre nos animais, em especial nos vertebrados, sendo a estrutura de sustentação ou proteção do corpo.
Nos vertebrados, o esqueleto é formado por ossos e peças de cartilagens articulados a que se prendem os músculos esqueléticos, responsáveis pelos movimentos.
Nas esponjas, o esqueleto é formado por espículas calcárias ou siliciosas.
São assim classificados pelo fato de apresentarem peças esqueléticas no interior o corpo. Elas também conferem a esses invertebrados sustentação, assim como os exoesqueletos, e podem ser de calcário ,localizando-se sob a sua epiderme. O endoesqueleto pode estar presente nos répteis, aves, mamíferos e anfíbios.